# Miradouro Sophia de Mello Breyner Andressen
Het Miradouro Sophia de Mello Breyner Andresen, voorheen Miradouro da Graça, is een uitkijkpunt gelegen in de freguesia Graça in de Portugese hoofdstad Lissabon. Naast het uitkijkpunt ligt het Convento da Graça, een 13e-eeuws klooster. Het uitkijkpunt is vernoemd naar de Portugese schrijfster en dichteres Sophia de Mello Breyner Andresen, ze won in 1999 als eerste Portugese vrouw de Camõesprijs. Het uitzicht vanaf dit punt wordt beschouwd als het op een na mooiste van Lissabon, alleen het uitzicht van het Miradouro da Senhora do Monte zou dit overtreffen.